# Стара чесма на Врелу
Стара чесма на Врелу, налази се на јаком изворишту у селу Гулијан, на територији општине Сврљиг недалеко од цркве. Чесма је из турског периода, настала је пре ослобођења ових крајева 1833. године. Могуће да је подигнута у другој половини 18. века. Према запису из 1867. године, обновљена је од газда Радоње. 
Чесма је већих димензија и правоугаоне основе, озидана је тесаним каменом и сигом у облику квадра. Покривена је каменим плочама. Испод кровне конструкције добро изведен троструки венац. Чесма је укопана у земљу и обезбеђена је клесаним каменом као оградом. Прилаз чесми је турска калдрма. Веома је богата водом, поседује седам лула: три са јужне, две са западне и са источне стране. Kамена корита су мајсторски издубљена. Изнад лула, на јужној страни уграђене су две нише за смештај посуда, а са источене и западне стране по једна. 
На предњој јужној страни, испод профилисаног полукружног венца, смештена је  плоча са урезаним натписом. Прва три реда текста су нечитљива услед оштећења. Читљив део гласи: ... родитељи оца Живадина и ...еду и деда његов Ранко супруга његова Милосава и синови: Рака: Лазар: Никола кћере: Елена: Радунка: 1867.
На плочи са западне стране је записано: овде потпис: у (ј) е. газ.Радо: на: родбину се:стре. мати и Милка.Мара: Рада, и Прва.